# Maria-Hilf-Kirche (Ljubljana)
Die Maria-Hilf-Kirche (slowenisch: Cerkev Marije Pomočnice), auch bekannt als Križevniška cerkev (Kreuzritterkirche), ist eine ehemalige Kirche der Deutschordenskommende Laibach in Ljubljana, der Hauptstadt Sloweniens. Das Gebäude ist heute Teil des Križanke-Kulturzentrums.

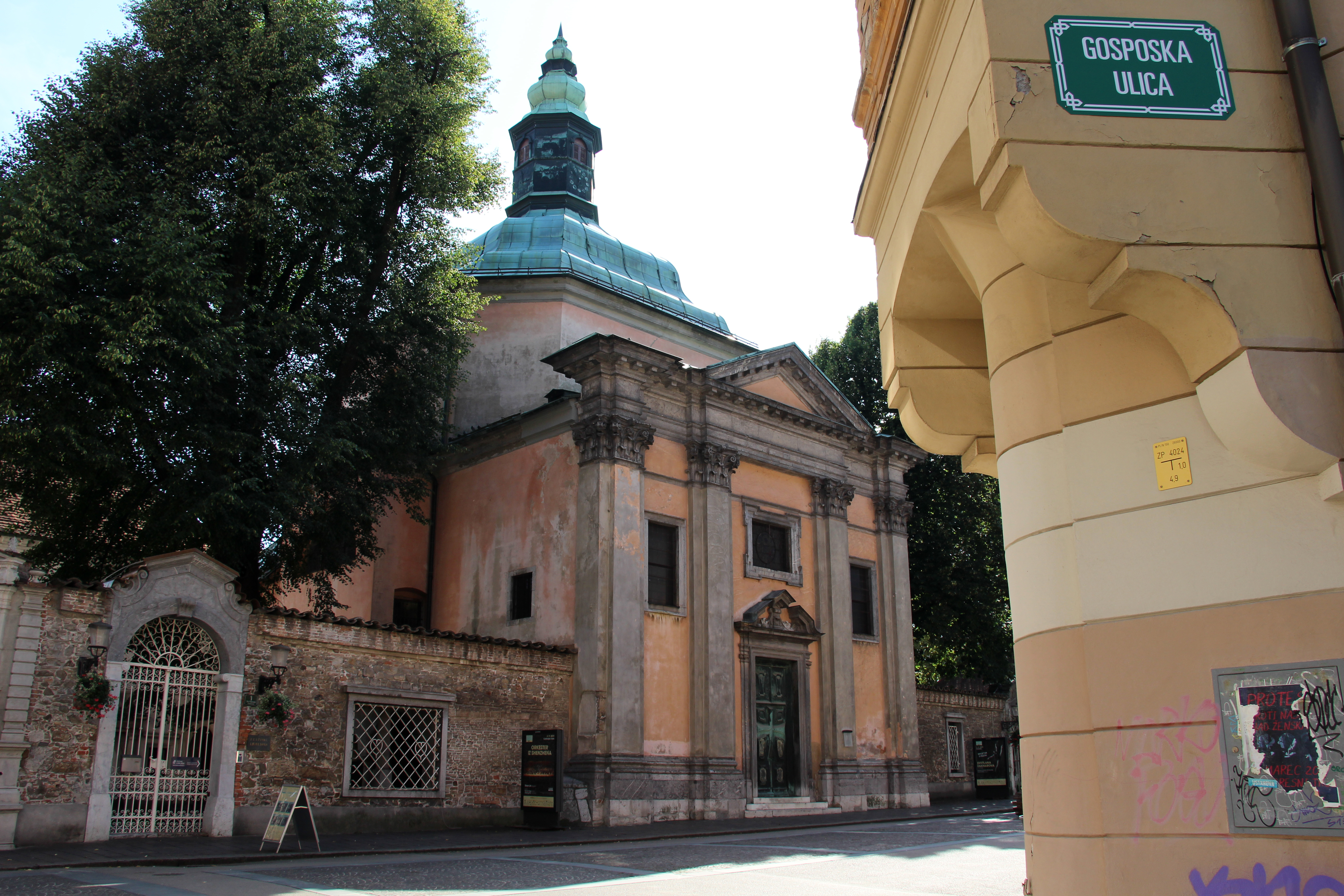
Die Maria-Hilf-Kirche (Kreuzkirche) in Ljubljana

## Geschichte
Guido von Starhemberg, zwischen 1710 und 1717 Komtur der Deutschordenskommende Laibach, ließ die heutige Kirche in den Jahren 1714 und 1715 als Ordenskirche nach Plänen des venezianischen Architekten Domenico Rossi an Stelle einer Kirche aus dem 16. Jahrhundert erbauen, deren Vorläuferbau mit Kloster in Besitz des Deutschen Ordens bereits im 13. Jahrhundert erwähnt wurden. Ein Madonnenbild vom Portal der Stammkirche aus dem Jahr 1260, die sogenannte Krakauer Madonna befindet sich heute in der Slowenischen Nationalgalerie. Die geschnitzten Spolien der gotischen Kirche werden heute im Lapidarium Križanka und im Stadtmuseum aufbewahrt werden. Die Barockkirche hat einen Grundriss in Form eines griechischen Kreuzes und ist damit die erste ihrer Art in Slowenien.
Zeitgleich mit der Architektur sind auch Altäre entstanden, eine Schöpfung des Wiener Hofbildhauers Marco Prodi. Da das ursprüngliche Bild des Hochaltars abbrannte, wurde 1859 durch ein Werk des Wiener Malers Hans Canon ersetzt. Die Seitenaltären tragen Bilder von religiösen Patronen: St. Georg, gemalt von Martino Altomonte, und St. Elisabeth, dargestellt von dem flämischen Maler Anthoni Schoonjans.

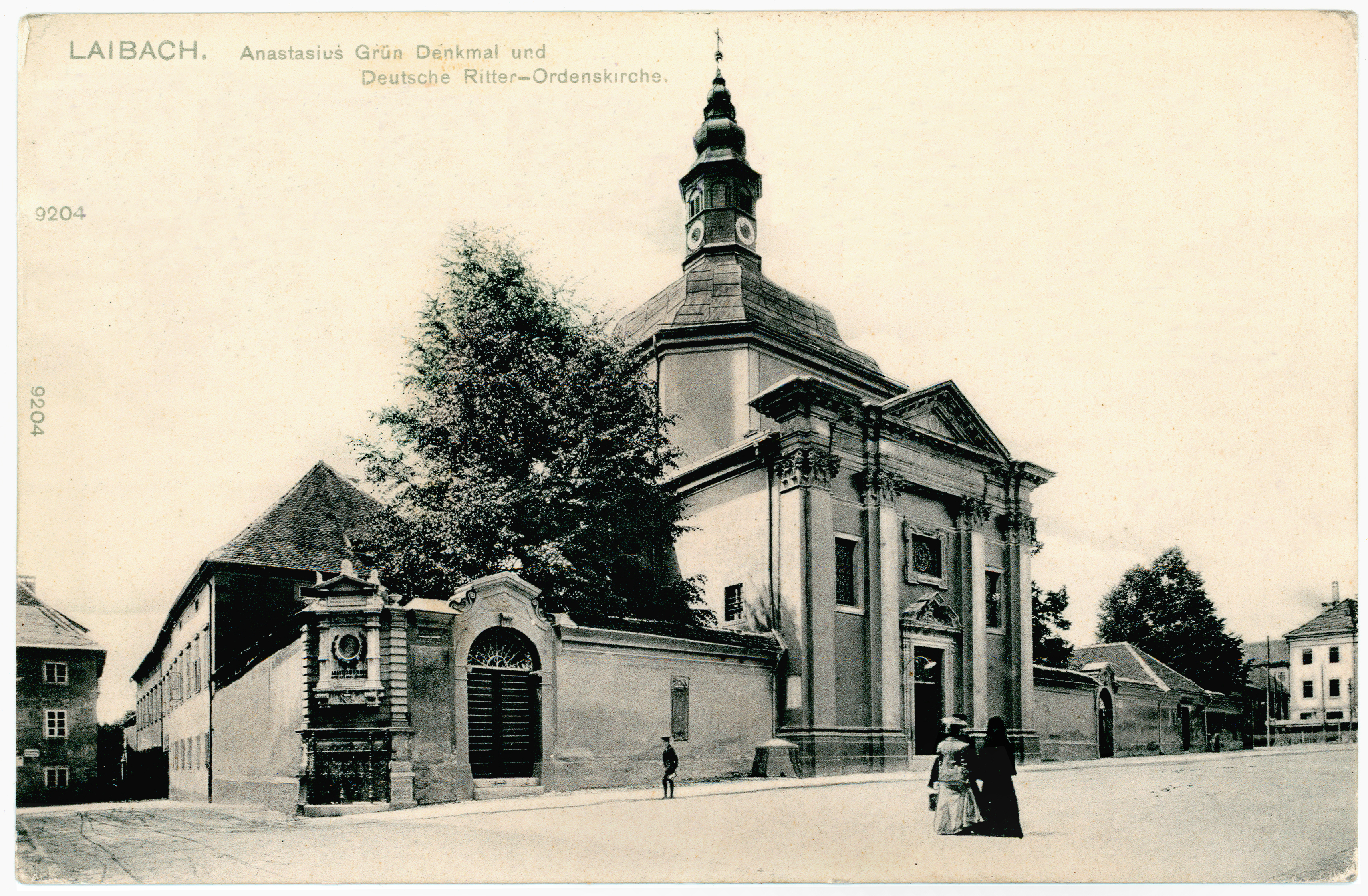
Kreuzritter-Kirche und -Kloster im Jahr 1915

Am 2. Februar 1949 wurde die Kirche durch den jugoslawischen Staat enteignet. Der Bau wird heute für kulturelle Veranstaltungen im Rahmen des Ljubljana Festivals genutzt.